# أتسانو دستي
أتسانو دستي (بالإيطالية: Azzano d'Asti)‏ هي بلدة وبلدية في مقاطعة أستي في إقليم بييمونتي في الإيطالي.

## السكان
في سنة 1861 بلغ عدد السكان 558 نسمة، وتطور العدد ليصل في سنة 2011 لـ 419 نسمة.
يظهر هذا المخطط البياني تطور النمو السكاني لـ أتسانو دستي